# Оксиены
Оксиены (лат. Oxyaena, от др.-греч. ὀξύς — острый, вытянутый и лат. hyaena — гиена) — род вымерших млекопитающих из семейства оксиенид отряда креодонтов. Оксиены обитали в Северной Америке и в Евразии с позднего палеоцена по ранний эоцен; большинство останков обнаружено в штате Колорадо.

## Размеры и возможный облик
Внешне напоминали кошачьих или росомаху, но имели относительно более короткие ноги и вытянутое туловище. Длина тела около метра, хвост длинный, конечности короткие, пятипалые. Череп широкий и плоский, шириной около 20 см, с вытянутой лицевой частью и массивной нижней челюстью.
В отличие от кошачьих, оксиены были стопоходящими, то есть при ходьбе опирались на всю стопу, а не только на пальцы.
Предположительно, были хищниками наподобие леопарда и могли лазать по деревьям.

## Классификация
По данным сайта Paleobiology Database, на ноябрь 2020 года в род включают 7—8 вымерших видов:
- Oxyaena forcipata Cope, 1874 [syn. Oxyaena ultima Denison, 1938] — ранний эоцен США;
- Oxyaena gulo Matthew & Granger, 1915 — ранний эоцен Великобритании и США;
- Oxyaena intermedia Denison, 1938 — ранний эоцен США;
- Oxyaena lupina Cope, 1874typus [syn. Oxyaena huerfanensis Osborn, 1897, Oxyaena morsitans Cope, 1874] — ранний эоцен США;
- Oxyaena pardalis Matthew & Granger, 1915 — ранний эоцен США;
- Oxyaena simpsoni Van Valen, 1966 — ранний эоцен США;
- Oxyaena woutersi (Lange-Badré & Godinot, 1982) [syn. Arfia woutersi Lange-Badré & Godinot, 1982]— ранний эоцен Бельгии и Франции;
- ? Oxyaena toliapica (Davies, 1884) [syn. Argillotherium toliapicum Davies, 1884] — ранний и поздний эоцен Великобритании.